# Wanzele
Wanzele is een dorp in de Belgische provincie Oost-Vlaanderen en een deelgemeente van de gemeente Lede, het was een zelfstandige gemeente tot aan de gemeentelijke herindeling van 1977. Wanzele ligt in de Denderstreek.

## Geschiedenis
Tot voor de 13de eeuw behoorden Wanzele en Schellebelle toe aan één heerlijkheid. In 1537 werd de heerlijkheid Wanzele door keizer Karel V verkocht aan Adriaan Bette van het huis Bette. Van 1683 tot begin 1700 werd het gezag over twee derden uitgeoefend door ene Theodoor van Roosendaal uit Antwerpen doch tot het einde van de 18e eeuw was de familie Bette opnieuw eigenaar. Op 14 april 1759 kwam het andere derde van de heerlijkheid, samen met de vrije heerlijkheid Ertbrugge, in handen van Jan Papejans van Morkhoven.

## Demografische ontwikkeling
- Bronnen:NIS, Opm:1831 tot en met 1970=volkstellingen; 1976 = inwoneraantal op 31 december

## Bezienswaardigheden
Het dorpscentrum wordt beheerst door de classicistische Sint-Bavokerk uit 1775-1777 met haar achtkante toren. Boven de kerkdeur prijkt het wapenschild van de familie de Bette. Markies Emmanuel Ferdinand Bette (1724-1792) gaf immers opdracht tot het bouwen van deze kerk.

## Natuur en landschap

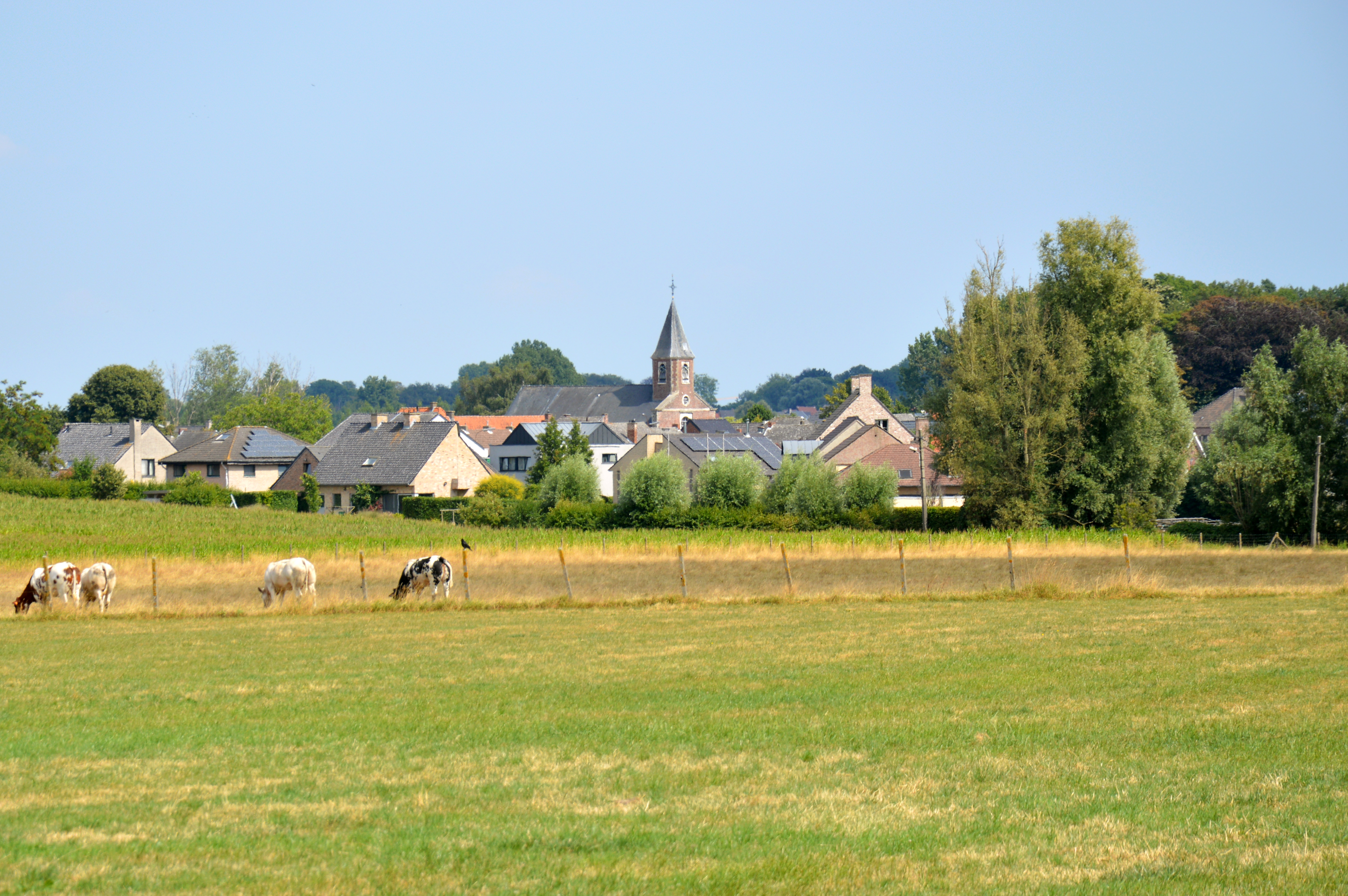
Zicht of Wanzele vanaf het westen

Wanzele ligt in Zandlemig Vlaanderen op een hoogte van 12-20 meter.
De Wellebeek die door Wanzele stroomt, behoort tot het stroomgebied van de Molenbeek.

## Cultuur
De huisscènes van de Vlaamse film "De helaasheid der dingen" (Felix Van Groeningen naar een boek van Dimitri Verhulst) werden opgenomen in Wanzele, in een huis in de Bredestraat. Het huis werd afgebroken op 16 september 2016. Ook de kerkscènes werden in Wanzele opgenomen, met name in de eerder genoemde Sint-Bavokerk.
Wanzele kent momenteel 3 cultureel actieve verenigingen: De Wanzeelse Kineasten, Wanzelekookt en de VZW De Spinsch.

## Sport
Ieder jaar organiseerde men tot 2020 in Wanzele de eerste kermiskoers van het jaar, Wanzeel Koerse. Dit is een wielerwedstrijd voor profrenners met nationale bekendheid en werd voor het eerst georganiseerd in 1981 door toenmalig beroepsrenner en inwoner van Wanzele Etienne Van der Helst. Bekende winnaars zijn Johnny Hoogerland, Ludo Dierckxsens, Vjatsjeslav Jekimov en Eddy Planckaert.
Hiernaast wordt in Wanzele driemaal per jaar een wielerwedstrijd voor recreanten georganiseerd door De Wanzeelse Wieler Wonderen, een lokale recreatieve wielrennersbeweging.
Begin september is er ook een loopwedstrijd doorheen het dorp. Met een kinderloopwedstrijd en een loopwedstrijd van 5 km en 10 km.

## Dialect
In 2018 maakten De Wanzeelse Kineasten voor Erfgoedcel Denderland opnames van verschillende dialecten, waaronder dat van Wanzele.

## Nabijgelegen kernen
Serskamp, Impe, Lede, Bruinbeke